# Dichapetalum lujae
Dichapetalum lujae är en tvåhjärtbladig växtart som beskrevs av De Wild. och Th. Dur.. Dichapetalum lujae ingår i släktet Dichapetalum och familjen Dichapetalaceae.

## Underarter
Arten delas in i följande underarter:
- D. l. gillardinii
- D. l. le-testui